# Jaime Sabartés
Jaime o Jaume Sabartés Gual (1881-1968) fue un poeta español. Nació en Barcelona, España. Con el seudónimo de Jacobus Sabartés, escribe prosas y poemas, y colabora en la revista Joventut. Estudiante en la Llotja, asiduo de Els Quatre Gats, forma parte, en Barcelona y en París, del grupo de Pablo Picasso, a quien conoce desde 1899, y con el que le unirá una gran amistad a lo largo de toda la vida. Sabartés es un propagandista entusiasta de la obra de Picasso.
Vivió en Guatemala de 1904 a 1927. En Guatemala se vinculó con artistas como Carlos Valenti, Carlos Mérida, Humberto Garavito, Rafael Yela Günther, Rafael Arévalo Martínez, entre otros. Fue el primer maestro de Perspectiva y de Historia del Arte en la Escuela Nacional de Artes Plásticas de ese país centroamericano. Publicó artículos de prensa, crítica literaria y libros sobre la Guatemala del presidente Estrada Cabrera, además de escritos sobre el arte de Picasso. En 1935, se instala en París y se convierte en su secretario particular. Publicó la biografía del artista y otros escritos sobre su vida y su obra. Picasso hizo numerosos retratos de Sabartés, a lápiz y al óleo, a través de los cuales se entrevé un profundo conocimiento del personaje y una especial complicidad. Sabartés fue un enlace eficaz entre Picasso y Cataluña; concretamente, donó su colección de obras del artista al Ayuntamiento de Barcelona para crear el Museo Picasso de la ciudad, inaugurado en 1963, con el nombre de Colección Sabartés.

## Biografía
Jaime Sabartés nació en Barcelona, España el 10 de junio de 1881 a las 5 de la mañana, en la calle baja de San Pedro, núm. 84 y fue bautizado el 16 de junio. Su padre fue Francisco Sabartés Obach, maestro de primera enseñanza, originario de Oliana y su madre María Gual Oromí, oriunda Barcelona. Se tiene referencia por Francoise Gilot de que Sabartés era primo lejano de Joan Miró y que se había casado por primera vez en Barcelona con una prima. Su abuelo, analfabeto, se encargó de su educación con la finalidad de que lo ayudara en su próspero negocio manejando sus cuentas y correspondencia.

### Amistad con Pablo Picasso
| «(La pintura «Retrato de Jaime Sabartés - Le Bock» de Pablo Picasso) es el espectro de mi soledad visto desde el exterior…» —Jaime Sabartés |

En 1899 conoció al pintor Pablo Picasso y entablaron una estrecha amistad que duraría muchos años. Ambos eran clientes habituales de Els Quatre Gats. En ese año Picasso pintó por primera vez a Sabartés  En 1900 Picasso hizo otra pintura de Sabartés, a la que llamó «Sabartés: Poeta Decadente»; y en 1901, cuando Sabartés dejó Barcelona y se trasladó a París, hizo dos pinturas más de su amigo. Se reunió con Picasso a finales de octubre de ese año.
En la primavera de 1902 regresó a Barcelona y se reintegró a sus amigos de “Els Quatre Gats”.
En marzo de 1903 se anunció como Jacobus Sabartés y dio una lectura en prosa en “Els Quatre Gats”, que no fue satisfactoria y en noviembre alquiló un par de habitaciones no muy lejos de Picasso y enfrente de Llotja. Ese mismo año Picasso lo retrató una vez más

### Viaje a Guatemala

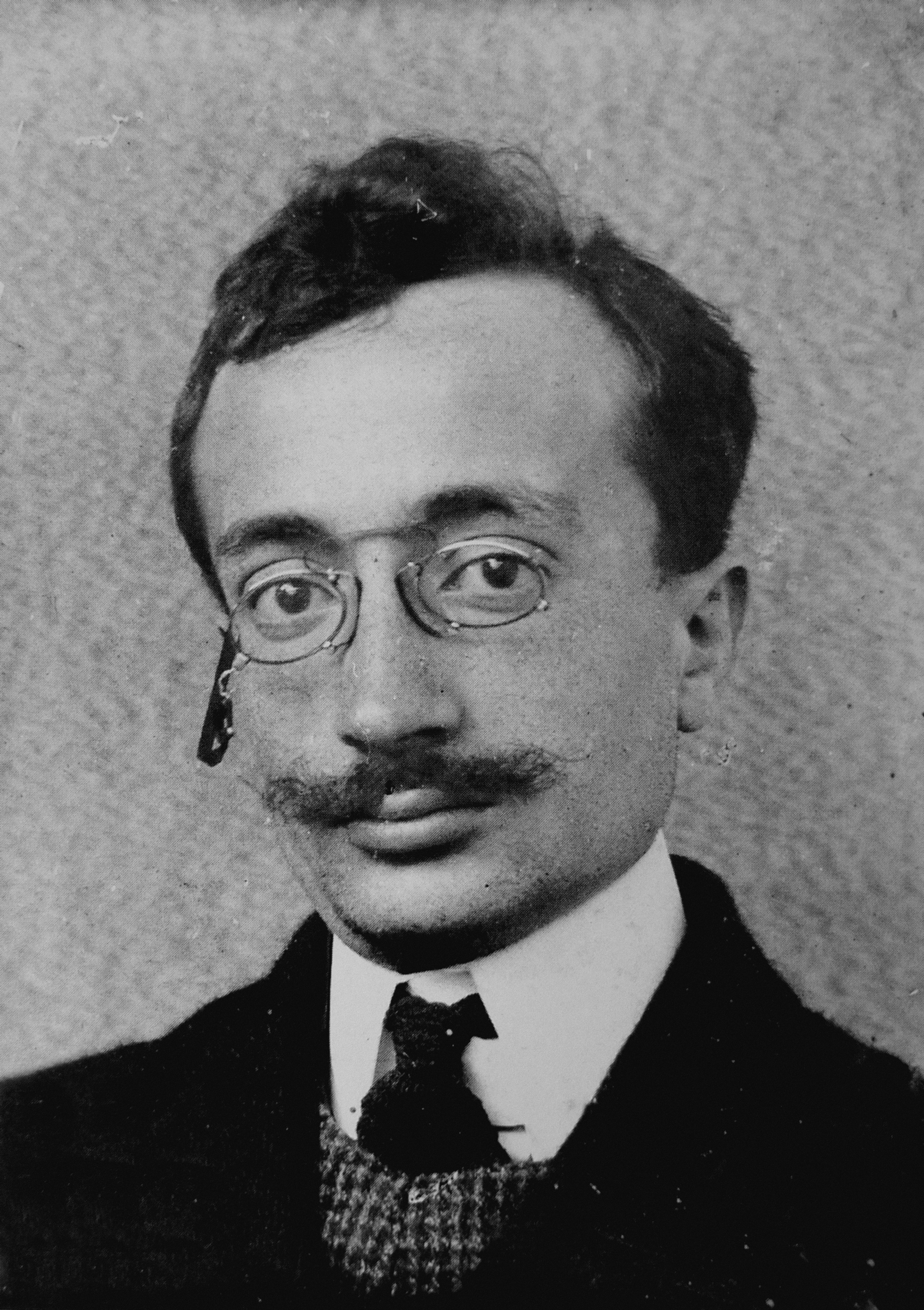
Jaime Sabartés en 1904

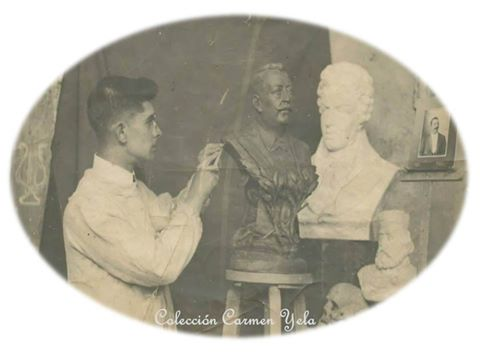
Rafael Yela Gunther. Escultor guatemalteco que fue discípulo y amigo de Sabartés durante la estadía de éste en Guatemala.

En el mes de abril Picasso regresó a París y Sabartés organizó su viaje a Guatemala a visitar a un tío materno de nombre Francisco Gual Oromi quien se encontraba establecido en la Ciudad de Guatemala como comerciante y manejaba un comercio denominado “El Sol”, localizado en el Portal del Comercio. Llegó el 21 de julio de 1904 y trajo consigo varias pinturas de su amigo Picasso, entre ellas sus retratos. Era la Guatemala del gobierno del licenciado Manuel Estrada Cabrera y en la trastienda del almacén de su tío celebraba tertulias de carácter intelectual con literatos y artistas y entabló amistad y compartió experiencias con los intelectuales guatemaltecos Rafael Arévalo Martínez, Justo de Gandarias, Agustín Iriarte, Carlos Valenti y Carlos Mérida. Manuel Moreno Barahona le trajo a Sabartés de Barcelona algunas pinturas de Isidro Nonell (1873-1911) y de Joaquín Mir (1873-1940), que sumados a los Picasso que Sabartés ya tenía en su poder, fueron las primeras pinturas modernas llegadas a Guatemala y que constituyeron el centro de atención del grupo de contertulios que se reunían a su alrededor.
Sabartés mantuvo una relación amorosa con Rosa Robles Corzo, quien era hija de los dueños de la casa en donde él estaba pensionado, y aunque tenía 7 años más que él, contrajeron matrimonio el 11 de enero de 1908.

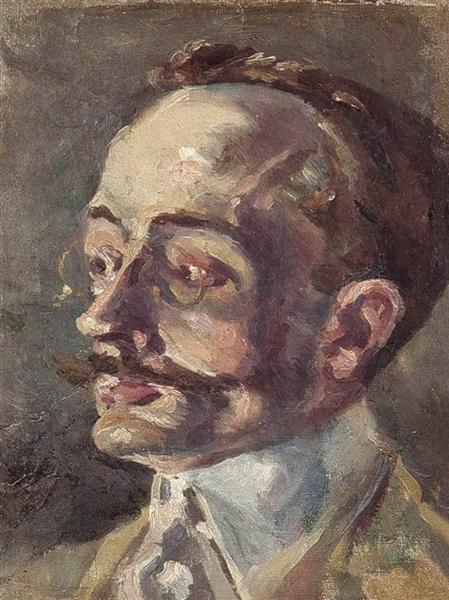
Retrato de Jaime Sabartés hecho por Carlos Valenti

En 1910, Sabartés organizó la primera exposición de pinturas de Carlos Mérida en las oficinas del periódico El Economista; en ese mismo año, el pintor Carlos Valenti lo retrató. En 1911, junto a Rafael Arévalo Martínez decidieron alquilar con sus esposas una casa con el objeto de ahorro de ambas familias; Carlos Valenti hizo dos pinturas más de él.

### Época periodística en Quetzaltenango
En 1913, Sabartés y su esposa se marcharon a Nueva York, en donde se radicaron por cerca de un año. Previo a su viaje, le entregó a Carlos Valenti y a Carlos Mérida una carta de recomendación dirigida a Pablo Picasso, ya que ambos tenían planes de viajar a París en mayo de ese año.  Al regresar a Guatemala, nació su hijo Mario de Jesús, y Sabartés y su esposa decidieron radicarse en Quetzaltenango, Guatemala, segunda ciudad en importancia de dicho país centroamericano ya que en la capital se estaban viviendo los años más represivos del gobierno de Estrada Cabrera. Allí trabajó en la redacción y traducción de cables internacionales para el periódico El Comercio, del que llegó a ser director; también fue director del Diario Los Altos y colaborador de El Tecolote.

### Tras el derrocamiento de Estrada Cabrera
En el mes de abril de 1920 Sabartés y su familia regresaron a vivir a la ciudad de Guatemala, al poco tiempo de que fuera derrocado el presidente Manuel Estrada Cabrera. Sabartés participó el 6 de junio en la fundación de la “Alianza Francesa”, llegando a ser uno de los primeros catedráticos. Trabajó como profesor de bachillerato del Instituto Nacional Central para Varones y de la Academia Nacional de Bellas Artes en donde entabló una intensa amistad con su director Rafael Rodríguez Padilla. Fue redactor del Diario de Centroamérica y colaborador de la revista Juan Chapín.
Para las celebraciones del Centenario de la Independencia de Guatemala en 1921, fue nombrado jurado calificador del concurso de arte, junto con sus viejos amigos Justo de Gandarias y el Dr. Manuel Morales. A finales de este año renunció como redactor del Diario de Centroamérica, como rechazo al despido de su director, aunque más adelante continuó sólo como colaborador. A partir de esta época Sabartés se vincula en la traducción de los cables internacionales que llegaban a la Casa Presidencial y que posteriormente eran repartidos a los periódicos circulantes.

### Regreso a Barcelona
Rafael Rodríguez Padilla pinta a Sabartés: Retrato de Jaime Sabartés, 64 x 82 cm, Museo Nacional de Arte Moderno “Carlos Mérida”, Guatemala. Jaime Sabartés salió de Guatemala el 14 de junio de 1927 junto con su esposa e hijo, con dirección hacia Barcelona, con el objetivo de realizarle exámenes médicos a su hijo. Le diagnostican en Barcelona una enfermedad mental irreversible y toma la determinación de romper el matrimonio cuyo único vínculo era ese hijo.
Sabartés desapareció de Barcelona, dejándole a su esposa e hijo todo el dinero que disponía. Se reencontró con su novia de juventud de nombre Mercedes Iglesias, y ambos viajaron a París a visitar a Picasso y pedirle soporte económico para poder embarcarse a Montevideo, Uruguay, en donde Sabartés ejerció el periodismo en el diario El Día. En 1935 Picasso le escribió a Sabartés proponiéndole que fuera a París para que lo ayudara con sus asuntos personales como su secretario privado. Sabartés confirmó su apoyo y junto con su esposa llegaron a París el 12 de noviembre. A partir de allí se reinició la vieja amistad entre ambos y permaneció como su secretario hasta 1968, cuando falleció Sabartés.

### Sus últimos años
El 1 de noviembre de 1945 falleció su hijo a la edad de 31 años y como consecuencia del deterioro mental que padecía desde niño. Sabartés entonces publicó sus dos novelas Don Julián (1947) y Son Excellence (1948), en donde describe el clima opresivo del dictador Manuel Estrada Cabrera. En 1953 falleció su esposa Mercedes Iglesias y en 1960 decidió donar sus libros relacionados con Picasso al Museo de Málaga y su colección de obras de Picasso a la ciudad de Barcelona; el 9 de mayo de 1963, Barcelona inauguró el Museo de Picasso en el Palacio gótico de Berenguer de Aguilar. La muestra se vio incrementada con donaciones que hizo el propio Picasso y posteriormente su familia.

## Muerte
Sabartés había sufrido de una parálisis parcial que le dificultaba llevar una vida normal y falleció el 13 de febrero en 1968 a la edad de 87 años. El 9 de diciembre, a los 97 años, falleció su exesposa, quien hasta los últimos momentos dijo llamarse Rosa Robles de Sabartés.